# Dokter Faust van Waardenburg

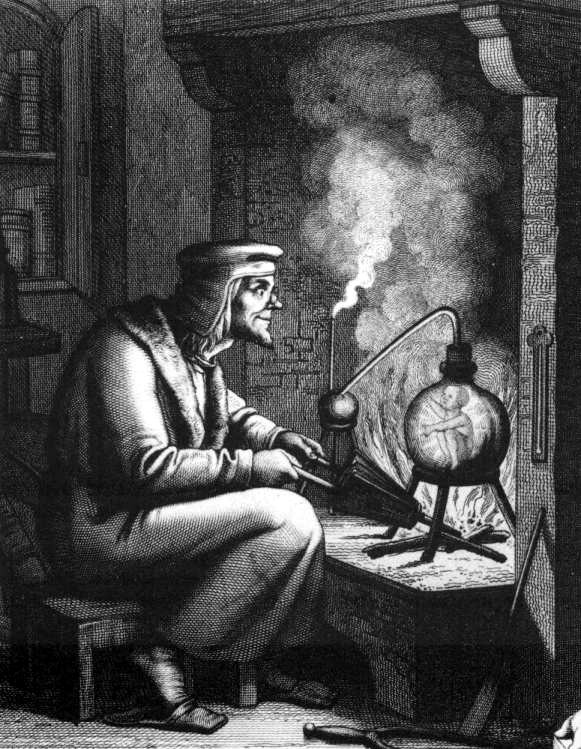
Faust maakt een homunculus

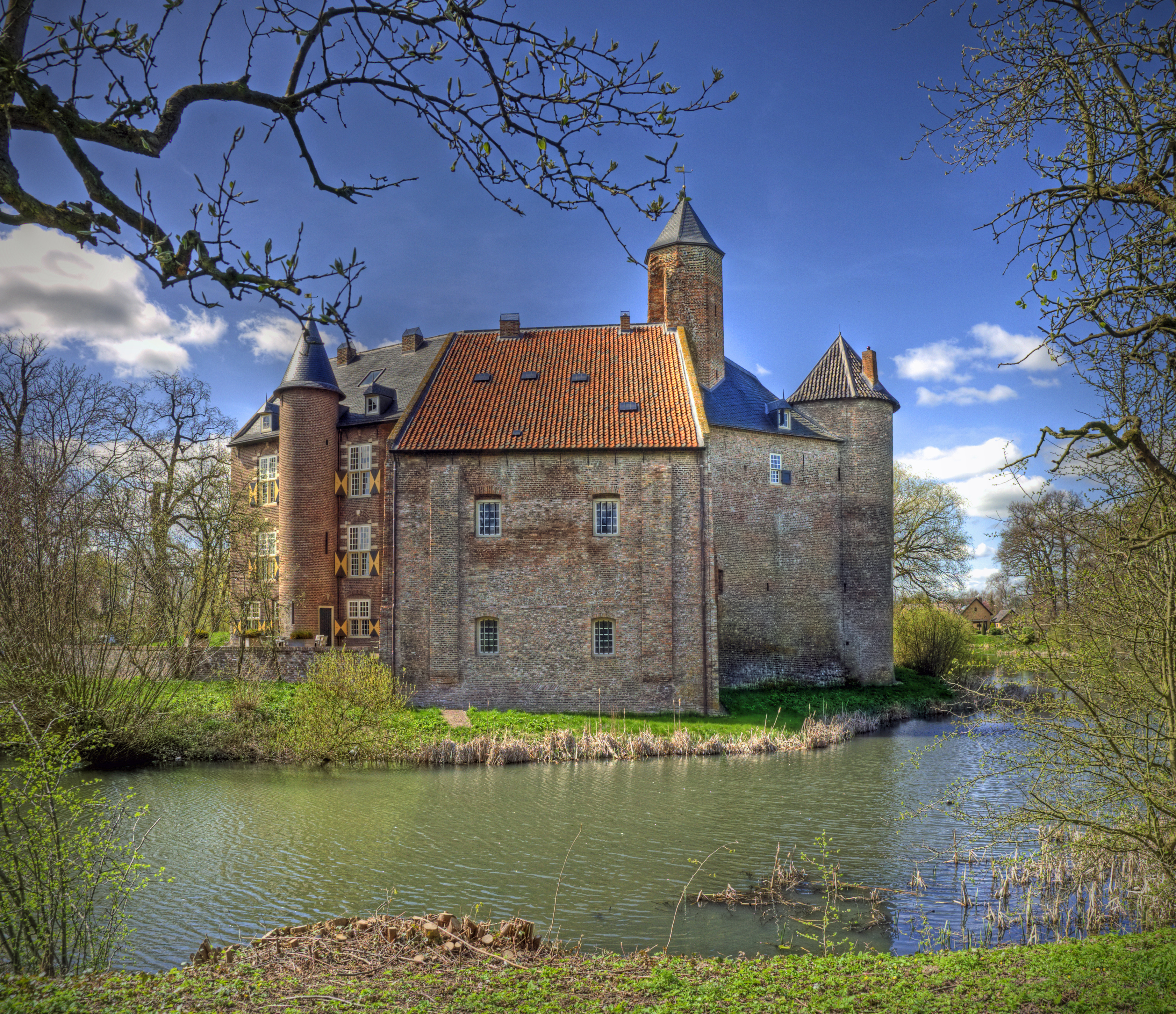
Kasteel Waardenburg, waar de sage onder meer wordt gelokaliseerd

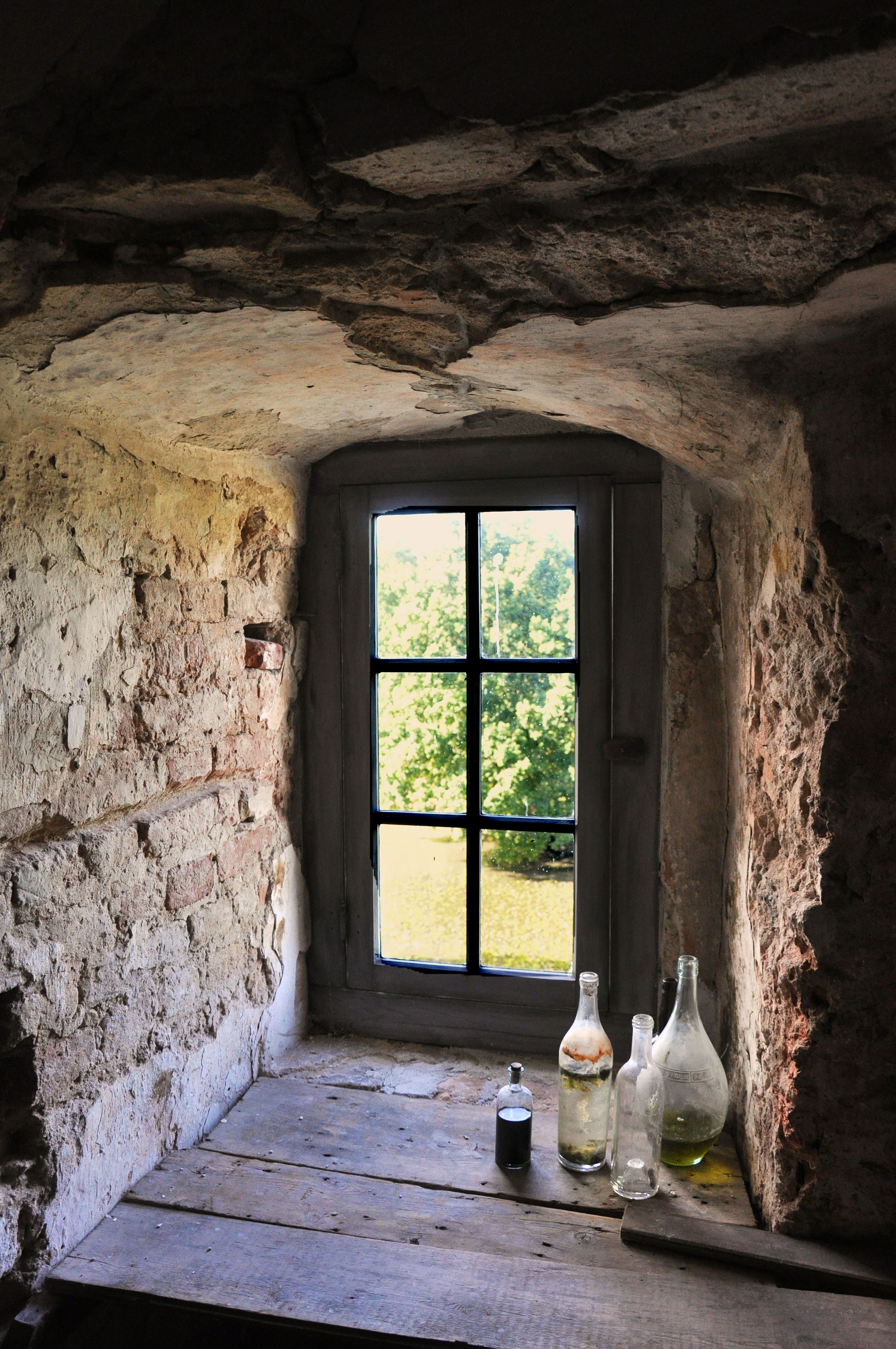
Kasteel Waardenburg, met de vermeende kamer van Faust

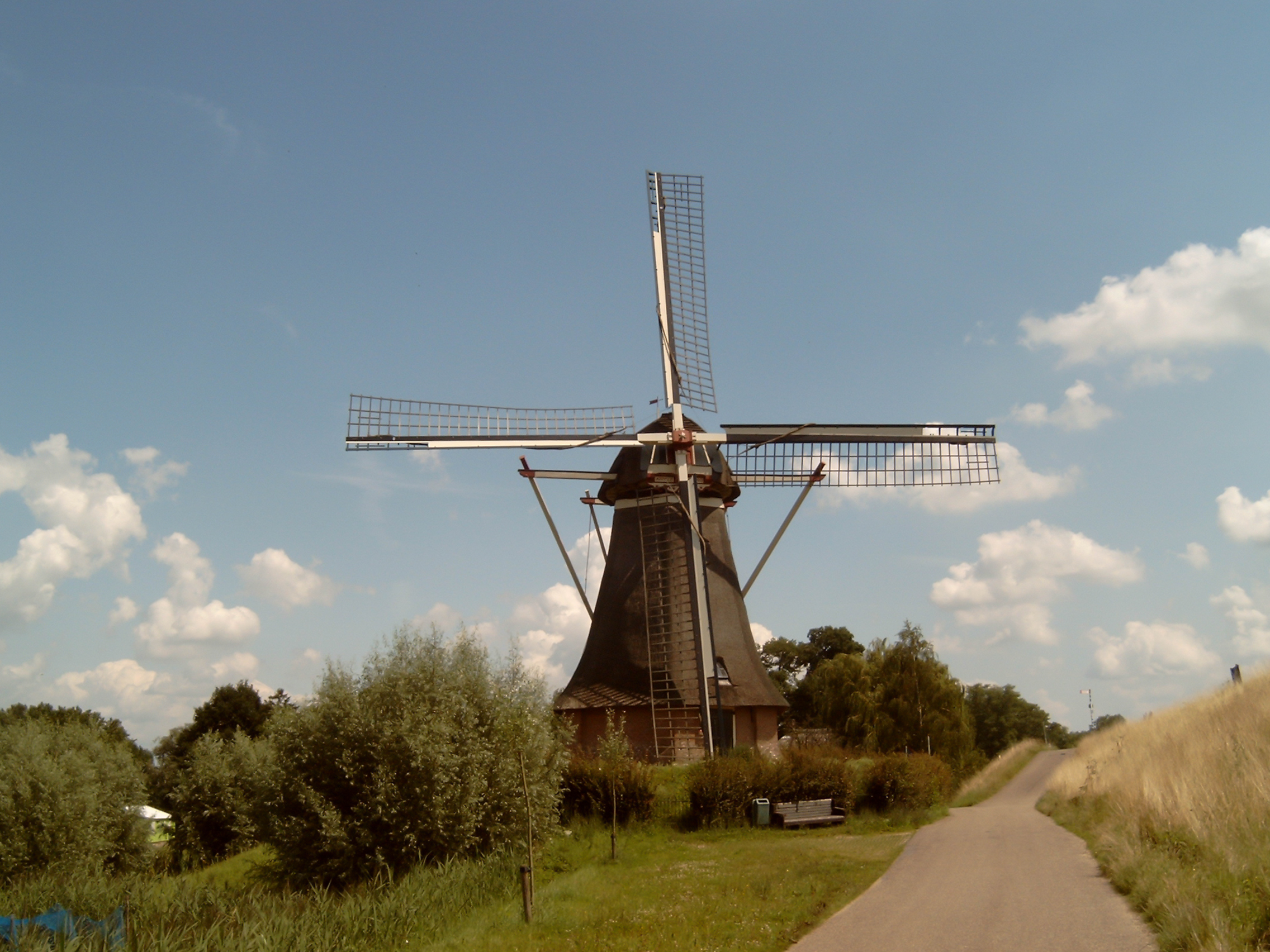
De molen en de dijk, voorkomend in de sagenvariant uit Waardenburg

Dokter Faust van Waardenburg is een gelokaliseerd hoofdpersoon uit een volksverhaal dat in Nederland bekendheid geniet.

## Het verhaal
Dokter Faust is een rondreizende chirurgijn, hij bezoekt kermissen en jaarmarkten. Iedereen ziet met eigen ogen wat hij kan, behalve kinderen die nog niet kunnen spreken. Hij betrekt kasteel Waardenburg aan de Waal bij Zaltbommel met een tandeloze vrouw.
In het kasteel wil hij de steen der wijzen maken, dode dingen tot leven brengen en een homunculus maken. Het lukt niet en hij roept de hulp van Beëlzebub, de duivel, en ander hellevolk in. Een deftige heer komt naar hem toe en wil hem zeven jaren dienen. Na deze zeven jaren zal de ziel van dokter Faust van hem zijn.
Dokter Faust tekent een contract met zijn bloed en besluit de heer voortaan Joost te noemen. Dit is een bijnaam voor een duivel, maar ook een mensennaam. Joost gaat door voor de secretaris van dokter Faust. Al snel is het kasteel vol met bloemen, slangen en hagedissen.
Joost geeft Faust een kiereboe (een soort rijtuig) en plaveit de straat met gele IJsselklinkers, maar als de koets voorbij is moeten de stenen weer weggebroken worden. In Straatsburg wint Faust het jaarlijkse prijsschieten en in Constantinopel gaat hij als Mohammed naar het paleis van de sultan. In Rome wint hij een dispuut met de paus. Hij kan echter bij de Kaukasus niet de wachtkamer van de hemel binnengaan.
Faust haalt veel gekkigheid uit, Tijl Uilenspiegel verbleekt bij hem. Joost moet vreemde karweitjes opknappen en wil zijn zuster Helena tevoorschijn toveren. Na vier jaren wil Joost ophouden zonder tegenprestatie, maar Faust weigert. Na zeven jaren verschijnt een zwarte poedel die Faust grijpt en hem van muur tot muur rechtstreeks in de hel slingert.
In de Stomp waaien vlammen om de toren, uilen huilen met stemmen van mensen en er dansen honderd witte en honderd zwarte katten om de molen en over de dijk. Ze houden vergaderingen op het slotplein en de hagedissen kunnen nog maar net door de lieveheersbeestjes in bedwang gehouden worden. De tandeloze huishoudster kan Faust niet meer vinden, ze ziet alleen de bloedvlekken op de muur. Ze kan ze niet meer verwijderen en zelfs in onze tijd zijn ze nog niet vervaagd.
Faust brandt in de hel, maar Lucifer ontziet hem en hij mag aankomende duiveltjes onderwijzen. Hij is een onovertroffen tovenaar en verdraagt de kwellingen.

### Andere versie[1]
Faust studeert in geleerde boeken in het kasteel in Waardenburg hoe hij de steen der wijzen kan vinden. Na vele alchemistische proeven, die steeds mislukken, roept Faust de duivel te hulp. Die komt in de gedaante van een deftige heer en biedt aan om zeven jaar de dienaar van Faust te zijn. Na een groot deel van zijn leven aan dorre wetenschap besteed te hebben, wil Faust nu echt van het goede der aarde gaan genieten. Hij waarschuwt dat het niet gemakkelijk zal zijn voor de dienaar en noemt hem Joost.
De ganzenveer wordt in een druppel bloed van Faust gedoopt en er wordt een perkament getekend. Zeven jaar lang mag Faust wensen wat hij wil, daarna zal zijn ziel voor de duivel zijn. Er worden grote feesten en drinkgelagen gehouden op kasteel Waardenburg. Midden in de winter zijn er doperwten, op Driekoningen zijn er tuinbonen en midden in maart zijn er grote blauwe druiven. De tuin staat met Nieuwjaarsdag vol met bloemen. Faust rijdt in een koets met vier paarden die nooit moe worden, tot Constantinopel aan toe.
Als Faust op een dag naar Zaltbommel wil, laat hij Joost een brug slaan en meteen afbreken, zodat die van Bommel er geen profijt van hebben. De hobbelige straten worden vlak geplaveid, maar worden in oorspronkelijke staat terug gebracht als Faust voorbij is. Op een feest in Keulen rijdt Faust op een wijnvat de deur uit en in Tiel op een ton bier, die zuur wordt. Faust gooit af en toe een schepel boekwitzaad in een doornenhaag langs de slotgracht en Joost moet zorgen dat de volgende morgen alles bij elkaar is gezocht. Soms gooit Faust een paar scheppen meel in de slotgracht en Joost moet zorgen dat hier weer brood van gebakken kan worden.
Na vier jaar biedt Joost aan het contract te verscheuren. Maar Faust lacht hem uit en wil dat de duivel hem tot de laatste dag dient. Na zeven jaar, om twaalf uur 's nachts, hoort de huishoudster een kabaal in de grote zaal van het kasteel. Het lijkt net of er een grote hond blaft. Pas de volgende ochtend durft ze te gaan kijken en alles ligt ondersteboven. Er is bloed tegen de muren gespat en aan het kleine raam met de tralies hangt een pluk haar. Niemand heeft Faust of Joost ooit terug gezien en de bloedvlekken aan de muur wilden niet verdwijnen.

## Achtergrond
De Faust-sage is al sinds de 16e eeuw als volksboek in omloop. In 1587 verschijnt al een versie in Frankfurt in het Duits, voorheen was er al een Latijnse versie bekend. In Arnhem wordt in 1608 een druk gemaakt. Christopher Marlowe schreef het eerste Faustdrama, wat doordrong in het marionettentheater dat Goethe in zijn jeugd zag. Gotthold Ephraim Lessing gaf in de 17e literatuurbrief een fragment van de Faustsage (1755). Het verhaal genoot ook populariteit in liedvorm, zoals de opera van Charles Gounod.
In Bijdragen en Mededeelingen van Gelre (1930) schrijft B.H. van 't Hooft dat Faust in Wittenberg is geweest, waar hij door de duivel in de gedaante van een hond werd gehaald. In 1506 houdt hij zich op in Mainz en in 1539 in Worms. Hij moet ook gevangengezeten hebben op het slot te Batenburg, waar hij zijn verzorger schoor met een bijtende zalf (waardoor hij ook de huid van zijn kin kwijtraakte).
In Nederland zijn meerdere plaatsen die zich kunnen beroepen op een Faust-traditie, te weten Leeuwarden en Waardenburg. De overlevering wil dat Faust in Leeuwarden door verschillende poorten tegelijk de stad binnenkwam. In Waardenburg zou hij op het slot (ook wel 'de Stomp' genoemd) verblijf hebben gehouden. Tinneveld heeft een Faustverhaal opgetekend gesitueerd in Didam, aan het slot wordt Faust in stukken gesneden. Als de familie hem wil begraven, wordt de doodskist door een plotselijke storm over de heg geblazen (weg van de gewijde aarde).
De sage werd in de jaren 60 van de twintigste eeuw opgetekend door verhalenverzamelaar Henk Kooijman uit de mond van vijf mannen uit de buurt van Waardenburg. Kooijman was een van de verhalenverzamelaars die voor het Meertens Instituut op verhalenjacht ging.
In de verhalen, die voornamelijk later in de 19e eeuw in de mondelinge overlevering opduiken, laat Faust de duivel de beste wijnen, het lekkerste eten en de mooiste bloemen bezorgen. Bovendien organiseert hij voor hem een reisje naar Rome, Berlijn en Constantinopel. Hij schept er ook genoegen mee de duivel te plagen en hem op te dragen een brug naar Bommel te bouwen en die weer af te breken.
In het verhaal treiterde Faust de duivel, die hem later uit het raampje naar buiten sleurt. De overlevering is redelijk constant geweest, met name door het bestaan van gedrukte versies. Die versies weken overigens af van wat er in de oudere volksboeken over Faust werd verteld. In de lokale, mondelinge overlevering werden ook elementen opgenomen van wat elders tot de pogingen behoorde om het contract met de duivel te verbreken door hem een taak op te dragen die hij niet kon uitvoeren. Alleen het onafwendbare einde van de magiër bleef gehandhaafd. In tegenstelling tot zijn collega's elders kon Faust bijvoorbeeld niet de duivel opdragen een menselijke wind te vangen of kroeshaar steil te maken.
Het element van de bloedvlekken die niet verwijderd kunnen worden en nog steeds aanwezig zijn op de plek des onheils is een internationaal veelvoorkomend sagenmotief.

## Bewerkingen
Bij Goethes Faust verschijnt de duivel (Mephistopheles) ook als een zwarte poedel die Faust eerst naar huis volgt en zich vervolgens in zijn ware gedaante toont.
Marten Toonder liet zich door de Faustgeschiedenis inspireren toen hij in 1941 de boze tovenaar Hocus Pas in de drakenburcht liet wonen, die later Bommelstein werd. De naam van de bediende Joost blijkt aan die van de duivel te zijn ontleend. Joost is een bijnaam voor de duivel, denk aan het gezegde Joost mag het weten.